# Хильчевский, Юрий Михайлович
Ю́рий Миха́йлович Хильче́вский (4 сентября 1932 — 29 августа 2021) — советский дипломат. Чрезвычайный и полномочный посол.

## Биография
Во время Великой Отечественной войны находился с родителями в эвакуации в Воткинске (Удмуртская ССР). После войны окончил Киевский государственный университет. Кандидат исторических наук. На дипломатической работе с 1957 года.
- В 1957—1962 годах — сотрудник МИД Украинской ССР.
- В 1962—1967 годах — первый секретарь, советник Постоянного представительства СССР при Отделении ООН и других международных организациях в Женеве.
- В 1967—1970 годах — слушатель Академии общественных наук при ЦК КПСС.
- В 1970—1973 годах — советник Постоянного представительства СССР при ООН в Нью-Йорке.
- В 1973—1982 годах — заведующий сектором отдела ЦК КПСС.
- В 1982—1988 годах — постоянный представитель СССР при ЮНЕСКО в Париже[1].
- В 1988—1992 годах — заместитель министра культуры СССР.

После отставки занялся созданием Центра истории российской дипломатической службы, а с 2001 года руководил им.
Умер 29 августа 2021 года после тяжёлой и продолжительной болезни. Похоронен на Троекуровском кладбище Москвы (уч. 20-А).

## Дипломатический ранг
- Чрезвычайный и полномочный посол.

## Награды и почётные звания
- Орден «Знак Почёта».
- Медали.
- Почётная грамота президента Российской Федерации (14 июня 2012) — За активную общественную деятельность по популяризации истории российской дипломатической службы[4].
- Заслуженный работник дипломатической службы Российской Федерации (29 октября 2010)[5].
- Нагрудный знак МИД России «За вклад в международное сотрудничество».

## Семья
Жена Рада Ивановна Хильчевская (род. 1935), дочери Ирина (род. 1960) и Вероника (род. 1964). Вероника была замужем за журналистом Артёмом Боровиком.